# Horizon in the Middle of Nowhere
Horizon in the Middle of Nowhere (яп. 境界線上のホライゾン Кёкайсэн-дзё но Хораидзон, Горизонт на Границе Пустоты) — японское ранобэ, автором которого является Минору Каваками, а иллюстратором — Сатоясу. Действие романа происходит в будущем, где Япония была завоёвана другими странами и раздроблена на феодальные территории. Роман является шестой частью франшизы, написанной Минору, описанных в других романах. На основе романа студией Sunrise был выпущен 13-серийный аниме-сериал, который транслировался с октября по декабрь 2011 года. Второй сезон транслировался между июлем и сентябрём 2012 года. Оба сезона были лицензированы компанией Sentai Filmworks для показа на территории США.

## Сюжет
В будущем человечество для получения энергии опустошило земные ресурсы и отправилось в космос. Однако по неизвестной причине цивилизация вне земли рухнула и люди вернулись обратно на Землю, заселив заново Японию. Для того, чтобы снова освоить космос, человечество должно заново возродить историю и пройти эволюцию общества в 10.000 лет. В 1413 году «эры завета» японский остров был раздроблен разными нациями на несколько государств а большинство коренных жителей были изгнаны. Действие романа происходит в 1648 году, коренные жители Японии живут в летающем городе-корабле «Мусаси», который подвергается преследованию со стороны «союза завета». Сами новые страны воссоздают человеческую историю, однако ходят слухи о скорой войне и апокалипсисе, этим решает воспользоваться Тори Аой, глава Верховной Федерации Мусаси и президент студенческого совета, чтобы со своими учениками вернуть свою родину.
Согласно роману, японский остров был поделён на следующие государства по культурным и этническим признакам под предводительством историчестких японских кланов: Кёкуто (極東, дальний восток) в регионах Токай и Канто под предводительством клана Мацудайра; П.A.Ода (Средний Восток) в регионах Кансай и Токай; Хексагон Франчайзе (六護式仏蘭西, Эгудзагон Фурансэдзу; Франция) в регионе Тюгоку под предводительством клана Мори; Священная римская империя/М. Х. Р.Р(神聖ローマ帝国 Синсэй Рома Тэйкоку) в регионе Кинки под предводительством клана Хасиба; Англия(英国, Ингурандо; Англия) в регионе Цусима; К. П. А. Италия (Италия) во внутреннем японском море под предводительством клана Аки; Трес Эспанья (三征西班牙, Торэсу Эсупаниа; Испания) в регионе Симоносеки под предводительством кланов Оути и Отомо; Совет Русь (上越露西亜, Сувиэто Руси; СССР) в регионе Хокурикудо под предводительством клана Уэсуги; Цин-Такэда (清武田, Син-Такэда; Китай) в регионе Канто под предводительством клана Такэда; Африка-Сёкоку (アフリカ諸国, Афурика Сёкоку; Африка) в регионе Кюсю под предводительством клана Симадзу и Индия Сёкоку Рэнго (印度諸国連合, Индо Сёкоку Рэнго; Индия) в регионах Токай и Канто под предводительством клана Го-Ходзё.

## Список персонажей
Тори Аой (яп. 葵・トーリ Аой То:ри) — Главный герой истории, глава Верховной Федерации Мусаси и президент студенческого совета. Не силён, но очень жизнерадостный, плакал лишь однажды, после смерти подруги детства — Горизонт. Несмотря на то, что очень любит выставлять себя за шута, многоуважаемый. После того, как был объявлен вице-королём Мусаси, получил доступ к контролю четверти от всего энергосбережения судна и при заключении контракта с Асамой Шрин, приобрёл особые силы, позволяющие ему проводить энергию союзникам, наделяя их во время боя безграничной силой. Свою способность Тори также использует, чтобы активировать «Олос Пфонос» и овладеть смертоносной силой греховных орнаментов. Однако Тори обязан быть всегда счастливым и печаль в его сердце может вызвать негативные последствия, вплоть до смерти. Несмотря на свой характер, Тори зарекомендовал себя, как способный руководитель, способный принимать неожиданные решения в самых трудных ситуациях, а также неплохой специалист по спорам.
Сэйю: Дзюн Фукуяма
P-01s (яп. ピー・ゼロワンエス Пи Дзэрован:эсу) — Главная героиня истории, она андроид, которая раньше работала в пекарне «Голубой гром», пользующейся большой популярностью среди студентов Мусаси. Она появилась внезапно за год до основных событий и хозяин пекарни взял её на работу. P-01s не помнит ничего, что ранее происходило. Очень равнодушная и нелюдимая, однако усердно работает в пекарне, также из-за неё Тори вернулся в пекарню, так как P-01s напоминает ему покойную подругу — Горизонт. Позже она узнаёт, что является самой Горизонт, но также, как робот содержит в себе девятый смертоносный греховный орнамент — Олос Птонос, вызывающий чувство ревности. Её эмоции заключены в девяти остальных орнаментах, которые Тори пообещал вернуть ей и таким образом завоевать мир. В конце первого сезона, P-01s возвращает себе чувство печали, овладев греховным орнаментом Татибаны — «Лупе Катаклипси», и плакала во время его активации. После получения орнамента Томаса Шекспира — Аспиды Фираргии вернула себе чувство честолюбия, позже обещая остановить апокалипсис и улучшить жизнь обитателей Мусаси. P-01s это сокращённое имя Птонос-01s
Сэйю: Минори Тихара
Масадзуми Хонда (яп. 本多・正純 Хонда Масадзуми) — Вице-президент студенческого совета. Очень серьёзная, хорошо решает проблемы споров и хочет стать политиком. Но путь к политике закрыт для женщин и поэтому ранее Масадзуми приняла попытку сменить пол. Но остановилась, в результате потеряла свою пышную грудь, из-за этого Тори выкидывает шутки в её адрес. Раньше носила мужскую одежду, но после лекций Иннокентия снова начала носить женскую одежду.
Сэйю: Миюки Савасиро
Футаё Хонда (яп. 本多・二代 Хонда Футаё) — Глава охранной службы Микава. Двоюродная сестра Масадзуми и дочь Такадацу Хонды, одного из четырёх божественных королей Мацудаиры. Подвергалась суровым тренировкам и стала опытным бойцом, с высоким уровнем морального самосознания, однако мало знает об окружающем мире. Очень сильно смущается. Носит при себе божественное оружие «Тонбокири», переданное от покойного отца. Контракт с богом, дал Футаё увеличенную скорость, которую она может бесконечно повышать, используя оружие. После поражения в борьбе с Кими, вступает с академию Ариадуст Мусаси.
Сэйю: Ю Кобаяси
Тоссант Нэсинбара (яп. トゥーサン・ネシンバラ Ту:сан  Нэсимбара) — Секретарь студенческого совета. Очень необщительный и скрытый, сталкивается с холодным отношением со стороны других людей. Однако в душе является романтиком и обожает истории, однажды надеется стать писателем. Во время войны наций, отвечал за разработку и командование своей стратегии.
Сэйю: Муцуми Тамура
Сиродзиро Бертони (яп. シロジロ・ベルトーニ Сиродзиро Бэруто:ни) — Бухгалтер студенческого совета. Торговец, работающий в центре ассоциации бизнеса Мусаси, заключил сделку с богом торговли, благодаря чему обладает способностями по которым может совершать атаки определённой силой в зависимости от того, сколько за них будет предложено денег. Сам также заинтересован только в деньгах. Имеет прозвище «Покер».
Сэйю: Такэхито Коясу
Хайди Аугесварер (яп. ハイディ・オーゲザヴァラー Хайди О:гэдзавара:) — Партнёр Сиродзиро. Всё время улыбается. Её всегда сопровождает Эримаки, мышонок, похожий на лиса.
Сэйю: Каори Надзука
Тэндзо Кроссунита (яп. 点蔵・クロスユナイト Тэндзо: Куросуюнайто) — Первый дежурный офицер высшей федерации, также ниндзя, специализирующийся на ближнем бою. Очень привлекательный, но и сексуально озабоченный, в частности помешан на большегрудых блондинках. Его глаза всегда показаны в тени, носит бейсболку с изображением глаз, показывающих выражение эмоций Тэндзо. Впервые столкнулся с Мэри в маскировке. После того, как Тэндзо раскрыл её личность, влюбился и решил спасти её из лондонской башни.
Сэйю: Дайсукэ Оно
Мэри (яп. メアリ Мэари) — Появляется во втором сезоне аниме. Известна, как Шрам (яп. 傷有り Кидзуари), так как скрывала своё лицо за плащом, показывая только шрам и носила железные кандалы на лодыжках. Позже выяснилось, что это Мэри Стюарт и сестра-близнец королевы Елизаветты. Получила роль Марии Тюдор и должна была совершить тоже, что и она. После того, как Тэндзо узнал о её личности, влюбился с первого взгляда, она возвращается в Лондон, исполнить свою роль, однако её спасает Тэндзо и убеждает её жить с ним в Мусаси. Предпочитает, когда её просто называют Мэри.
Сэйю: Юи Хориэ
Киёнари Улькиага (яп. キヨナリ・ウルキアガ Киёнари Урукиага) — Второй дежурный офицер высшей федерации. Он на половину дракон и человек, помешан на девушках, типа старших сестёр.
Сэйю: Такая Курода
Маргот Найт (яп. マルゴット・ナイト Маруготто Найто) — Третий дежурный офицер высшей федерации. Ведьма со светлыми волосами и светлыми крыльями. Лесбиянка и любовница Мальги, что делает её открытым врагом католической церкви.
Сэйю: Нао Тояма
Мальга Нарудзэ (яп. マルガ・ナルゼ Маруга Нарудзэ) — Четвёртый дежурный офицер высшей федерации, как и Маргот, она ведьма с чёрными крыльями и её любовница-лесбиянка, а также враг католической церкви. Также является мангакой.
Сэйю: Эми Нитта
Нэйт Аргэнте Лоп Митоцудайра (яп. ネイト・ミトツダイラ Нэйто Митоцудайра) — Пятый дежурный офицер высшей федерации. Девушка, наполовину волк, имеет длинные серебряные волосы. Рыцарь из Франчайсе Хексагоне и преемник Мацудайры. Несмотря на свой долг рыцаря, очень неопытная и ограничена в своих действиях из-за малого возраста.
Сэйю: Марина Иноуэ
Наомаса (яп. 直政 Наомаса) — Шестой дежурный офицер высшей федерации. Она гражданин Кинг-Такэды и член инженерного клуба Мусаси. Она скучающая девушка с механической правой рукой и орудует бусином. Получила прозвище «леди-табак» из-за того, что много курит.
Сэйю: Кэй Синдо
Кими Аой (яп. 葵・喜美 Аой Кими)
Сэйю: Тива Сайто
Старшая сестра Тори. Всё время унижет младшего брата, указывая на его глупость, но несмотря на это сильно заботится о нём. Заключила сделку с богом танца и чувств, получив возможность устанавливать защиту от прикосновения, не желаемого человека.
Томо Асама (яп. 浅間・智 Асама Томо)
Сэйю: Ами Косимицу
Друг детства Тори и Кими, а также жрица Асамы Шрин. В качестве оружия использует лук и стрелы. Может целится с высокой точностью благодаря конохе, искусственному левому глазу и Ханами, мышке, встроенной в глаз. Несмотря на правило, не причинять боль другим, известна, как жрица-стрелок. Часто присоединяется ко сражениям, нацеливаясь на самолёты, тем самым косвенно не вредя людям.
Адель Бальфетта (яп. アデーレ・バルフェット Адэрэ Баруфэтто)
Сэйю: Аюру Охаси
Девушка, родом из Франчайсе Хексагоне, работает в качестве слуги рыцаря. Она становится главнокомандующей Мусаси, когда корабль участвует в войне. Несмотря на то, что сражается с тяжёлым вооружением, необычно быстрая. Во время сухопутных сражений, она носит тяжёлые доспехи и выполняет роль щита.
Томас Шекспир (яп. トマス・シェイクスピア Томасу Сэйкусупиа)
Сэйю: Момоко Сайто
Студентка Оксфордской академии и известный писатель в Англии. Владеет смертельным греховным орнаментом «Аспида Филаргия».

## Роман
Серии романа Horizon in the Middle of Nowhere начали выпускаться в журнале Dengeki Bunko Magazine в 2008 году. 8 марта 2012 года были выпущены 12 томов романа, покрыв 5 других частей, опубликованных ранее издательством ASCII Media Works и Dengeki Bunko. В 2012 году роман занял 13 место в списке бестселлеров в Японии, продав 409,949 копий.

## Манга
Манга, иллюстрированная Хидэо Такэнакой начала выпускаться в октябре 2011 года издательством ASCII Media Works в журнале Dengeki Daioh. Вторая манга-ёнкома, иллюстрированная Кураун Хани под названием Kyōkaisen-jō no Horako-san (яп. 境界線上のホラ子さん) выпускалась между январём и ноябрём в 2012 году издательством ASCII Media Works в журнале Dengeki G's Magazine.

## Аниме
Объявление о выпуске аниме-сериала, основанного на романе состоялось в мартовском выпуске Dengeki Bunko Magazine в 2011 году. Первая серия была выпущена 2 октября 2011 года. Сериал был лицензирован компанией Sentai Filmworks на территории США и транслировался по телеканалу Anime Network с 4 октября 2011 года, выпуск видео для домашнего просмотра состоялся в 2012 году. Компания также лицензирована второй сезон для трансляции в 2013 году. Открытие «TERMINATED» к первому сезону аниме исполняет Минори Тихара, первую концовку «Pieces -Side Ariadust-» исполняет AiRI, а вторую концовку «—Stardust Melodia -Side Horizon-» — Ceui. Открытие ко второму сезону — «ZONE//ALONE» исполняет Минори Тихара, первую концовку Kanashimi wa Dare no Negai Demonai -Side Sunset- (яп. 悲しみは誰の願いデモナイ -Side Sunset-) — Айра и вторую концовку Sora no Uta -Side Sunrise- (яп. 空の詩 -Side Sunrise-) исполняет Масами Окуй.

## Список серий аниме
Первый сезон
| No. | Название                                                                                               | Дата выхода          |
| --- | --- | -------------------- |
| 01  | Those Lined Up Before the Horizon «Кё:кай-сэн Маэ но Сэйрэцу-ся-тати» (境界線前の整列者達)             | 2 октября 2011 года  |
| 02  | Innocents at the Table «Сёкудзиба но Сэйдзюн-ся» (食事場の清純者)                                      | 9 октября 2011 года  |
| 03  | Commandos In Town «Матинака но Ю:кэки-сю» (街中の遊撃手)                                               | 16 октября 2011 года |
| 04  | Covert Ops Under the Night Sky «Ятэн-ка но Анъяку-ся» (夜天下の暗躍者)                                 | 23 октября 2011 года |
| 05  | Graduates Under the Moon «Гэкка но Соцугё:-ся» (月下の卒業者)                                          | 10 октября 2011 года |
| 06  | Advocate at the Confession Grounds «Кокухаку-ба но Дайбэн-сю» (告白場の代弁手)                         | 6 ноября 2011 года   |
| 07  | Musashi's Knight «Мусаси но Киси» (武蔵の騎士)                                                         | 13 ноября 2011 года  |
| 08  | Ruler of the Land «Дзэнъики но Сидзи-ся» (全域の支持者)                                                | 20 ноября 2011 года  |
| 09  | Summit's Flower «Таканэ но Хана» (高嶺の花)                                                            | 28 ноября 2011 года  |
| 10  | The Trumpeter at the Start Line «Сута:торайн но Раппафуки» (スタートラインのラッパ吹き)                | 4 декабря 2011 года  |
| 11  | Musashi's Mr. Impossible «Мусаси но Фукано: Отоко» (武蔵の不可能男)                                    | 11 декабря 2011 года |
| 12  | Opposition Against Crossing Over the Parallel Lines «Хэйко:сэн-дзё: эно Айтай-ся» (平行線上への相対者) | 18 декабря 2011 года |
| 13  | Those Lined Up Above the Horizon «Кё:кайсэн-дзё: но Сэйрэцу-ся-тати» (境界線上の整列者達)              | 25 декабря 2011 года |

Второй сезон
| No. | Название                                                                                  | Дата выхода           |
| --- | ----------------------------------------------------------------------------------------- | --------------------- |
| 01  | Club Members in Scarlet «Акэ но Ба но Буин-тати» (朱の場の部員達)                         | 7 июля 2012 года      |
| 02  | The Soothsayers Take The Stage «Бутай-дзё: Сэнкоку-ся» (舞台上の宣告者)                   | 14 июля 2012 года     |
| 03  | Those Setting Foot Upon the Ground «До Дзё: но Кудари-моно» (土上の下り者)                | 21 июля 2012 года     |
| 04  | Ruler of the Theatre «Гэкидзё: но Сихайся» (劇場の支配者)                                 | 28 июля 2012 года     |
| 05  | The Hunting Ground's Humanitarians «Рё:ба но Дзиндо:сюгися» (猟場の人道主義者)            | 4 августа 2012 года   |
| 06  | The Man and Woman in the Plaza «Хироба но Дандзё:» (広場の男女)                           | 11 августа 2012 года  |
| 07  | Storyteller in the Hall «Хирома но Катарибэ» (広間の語り部)                               | 18 августа 2012 года  |
| 08  | The Decision Maker on High «Ко:сё но Кэттэйся» (高所の決定者)                             | 25 августа 2012 года  |
| 09  | One Parting Under the Night Sky «Ёдзора но Бэцурися» (夜空の別離者)                       | 1 сентября 2012 года  |
| 10  | Howler at the Theatre «Гэкидзё: но Хо:ко:ся» (劇場の咆哮者)                               | 8 сентября 2012 года  |
| 11  | Successful Candidate in the Flower Garden «Ханабатакэ но Го:какуся» (花畑の合格者)        | 15 сентября 2012 года |
| 12  | Where the One Scarred by Swords Belongs «Ибасё но Ниндзё:-моти» (居場所の刃傷持ち)        | 22 сентября 2012 года |
| 13  | The Greedy Ones who Cross Borders «Сакай-ватари но Ёкубукимоно-тати» (境渡りの欲深き者達) | 29 сентября 2012 года |